# ثيودر شولتز
ثيودر شولتز (بالإنجليزية: Theodore William Schultz)‏ (1902 - 1998)، هو اقتصادي أمريكي. فاز عام 1979 بـجائزة نوبل في العلوم الاقتصادية.

## حياته
ولد في مدينة أرلينغتون (داكوتا الجنوبية) يوم 30 أبريل 1902 وكان يقيم في مزرعة أسرته وفجأة انخفضت أسعار المنتجات الزراعية وأفلست البنوك وعانى الكثير من المزارعين فساءت الحياة السياسة والاقتصاد، وتعطلت الدراسة بسبب نقص العمل أثناء الحرب العالمية الأولى ثم في اواخر 1921 تلقى دورة قصيرة في الزراعة في جنوب داكوتا وتمكن من دخول الكلية في عام 1924 ودرس الاقتصاد حتى حصل علي الدكتوراة وكان الكساد الكبير في الاقتصاد خلال تلك الفترة مؤثرا في التجربة الفكرية لشولتز الي حد كبير.
في عام 1960 شغل وظيفة رئيس الرابطة الاقتصادية الأمريكية وفي عام 1972 مُنح وسام «فرنسيس الفوكر» والرابطة الاقتصادية الأمريكية ليونارد لمهيرست وفي عام منح 1976 ميداليه الجمعية الدولية للاقتصاد الزراعي وفي عام 1974 أصبح عضو بالاكاديميه الوطنية للعلوم وفي الفترة (1956-1957) كان زميل لمركز الدراسات المتقدمة في العلوم السلوكيه وزميل الاكاديميه الأمريكية للفنون والعلوم في عام 1962 وأسس الجمعية الفلسفيه الأمريكية عام 1960 وفي عام 1965 كان عضو مؤسس في الاكاديميه الوطنية للتعليم والعلوم السوفياتيه وحصل علي دكتوراه في القانون عام 1949 من كلية غرينيل وفي عام 1959 حصل علي دكتوراة العلوم D.Sc من كلية جنوب داكوتا وحصل أيضا من جامعة ميشيغان في عام 1962 علي دكتوراه في القانون وفي عام 1968 من جامعة الينوي وجامعة ويسكونسن - والجامعة الكاثوليكية في شيلي عام 1979.
من أهم كتبة«إعادة توجيه السياسة الزراعية» عام 1943 و«الزراعة في اقتصاد غير مستقر» عام 1945 و«القيمة الاقتصادية للتعليم» عام 1963 و«تحول الزراعة التقليدية والجديدة الملجأ» عام 1964 «النمو الاقتصادى والزراعة» نيويورك عام 1968 و«الاستثمار في رأس المال البشري» عام 1971 و«الموارد البشرية (رأس المال البشري: قضايا السياسة والبحث)» عام 1972 اما مقالاته فمنها «تأملات حول الفقر في الزراعة»، مجلة الاقتصاد السياسي 1950. «انخفاض الاهميه الاقتصادية للاراضي الزراعية» 1951. «تأملات في الإنتاج الزراعي والإنتاج والعرض» مجلة الاقتصاد الزراعي 1956. «الاستثمار في الإنسان» 1959 و«قيمة الفوائض الزراعية الأمريكية إلى البلدان المتخلفه»، مجلة الاقتصاد الزراعي 1960. «تكوين رأس المال العالي» مجلة الاقتصاد السياسي 1960. «الاستثمار في الرأسمال البشري» 1961، «التعليم والنمو الاقتصادي» القوى الاجتماعية التي تؤثر في التعليم الأمريكي، 1961. «المؤسسات وزيادة القيمة الاقتصادية للرجل» المجلة الأمريكية للاقتصاد الزراعي 1968. «تخصيص الموارد للابحاث»، في تخصيص الموارد للبحوث الزراعية 1971. «المعارف والزراعة والرعاية» 1972. «ارتفاع قيمة الوقت الإنسان: التوازن السكاني»، مجلة الاقتصاد السياسي 1974. «قيمة من القدرة على معالجة الخلل»، 1975. «عن الاقتصاد والزراعة والاقتصاد السياسي» وصنع القرار والزراعة 1977. «المتفاوت للمكاسب من الأبحاث الزراعية المتعلقة بالسياسة الاقتصادية» 1977 و«التنمية الاقتصادية والتغير الثقافي» 1979 «الاستثمار في نوعية حياة السكان في جميع أنحاء البلدان ذات الدخل المنخفض» 1979، الصفحات. 339-60. «رأس المال البشري في نهج التنظيم ودفع للتعليم» 1979. «اقتصاديات بحوث الزراعية والإنتاجية» توفى شولتز عام 1998.

## روابط خارجية
- ثيودر شولتز على موقع الموسوعة البريطانية (الإنجليزية)
- ثيودر شولتز على موقع مونزينجر (الألمانية)
- ثيودر شولتز على موقع إن إن دي بي (الإنجليزية)